# جون بي. كالاهان
جون بي. كالاهان هو سياسي أمريكي، ولد في 20 سبتمبر 1969 في بيت لحم في الولايات المتحدة. نشط حزبياً في الحزب الديمقراطي.